# Kil (gemeente in Zweden)
Kil (spreek uit: sjiel) is een Zweedse gemeente in Värmland. De gemeente behoort tot de provincie Värmlands län. Ze heeft een totale oppervlakte van 409,3 km² en telde 11.844 inwoners in 2004.

## Plaatsen
- Kil
- Fagerås
- Högboda
- Fryksta
- Säbytorp
- Tolita
- Hastersby, Nilsby en Siggerud
- Högboda gård